# Astro Battle
Astro Battle é um jogo online criado por Scott Williams, o qual você monta sua própria nave e poderá batalhar com ela online com outros jogadores.